# Ветль, Арнольд
Арнольд Ветль (нем. Arnold Wetl; 2 февраля 1970, Айбисвальд, Австрия) — австрийский футболист, полузащитник «Штурма», «Порту», венского «Рапида», «Граткорна» и сборной Австрии.

## Карьера

### Клубная
Воспитанник футбольной школы клуба «Айбисвальд» из одноимённой ярмарочной коммуны. Профессиональную карьеру начал в 1988 году в клубе «Штурм» из Граца, за который сыграл 160 матчей, забил 41 мяч и стал вместе с ним в 1996 году обладателем Кубка и Суперкубка Австрии. В 1996 году перешёл в португальский «Порту», в составе которого сыграл 11 матчей, забил 1 мяч и стал вместе с клубом чемпионом Португалии. В 1997 году перешёл в венский «Рапид», за который сыграл 96 матчей и забил 9 мячей. В 2001 году вернулся в «Штурм», сыграв за него ещё 69 матчей и забив 3 мяча. С 2004 года выступал за «Граткорн», в котором сыграл 48 матча и забил 7 мячей, в нём же и завершил карьеру игрока в 2005 году.

### В сборной
В составе главной национальной сборной Австрии играл с 1991 по 2000 год, сыграв за это время 21 матч и забив 4 мяча. Участник чемпионата мира 1998 года.

## Достижения
- Чемпион Португалии: 1996/97
- Обладатель Кубка Австрии: 1995/96
- Обладатель Суперкубка Австрии: 1996